# Carex mochomuensis
Carex mochomuensis är en halvgräsart som beskrevs av Katsuy. Carex mochomuensis ingår i släktet starrar, och familjen halvgräs. Inga underarter finns listade i Catalogue of Life.